# Den gyllene blommans förbannelse
Den gyllene blommans förbannelse (kinesiska: 满城尽带黄金甲, pinyin: Mǎnchéng Jìndài Huángjīnjiǎ) är en Oscarsnominerad kinesisk film från 2006 i regi av Zhang Yimou och med bland annat Gong Li, Chow Yun Fat och Jay Chou i huvudrollerna.
Filmen, som utspelar sig i 900-talets Kina, bygger på ett drama av Cao Yu (1910-96), Åskstormen och är den dyraste kinesiska filmproduktionen till dags datum (2007) med en budget på 45 miljoner USD.

## Rollista (urval)
- Chow Yun Fat - Kejsaren
- Gong Li - Kejsarinnan
- Ye Liu - Kronprins Wan
- Jay Chou - Prins Jai, mellansonen
- Junjie Qin - Prins Yu, yngste sonen
- Dahong Ni - Livläkaren Jiang
- Jin Chen - Fru Jiang
- Man Li - Jiang Chan, deras dotter

Filmen har premiär i Sverige september 2007.